# Russell (condado de Sheboygan, Wisconsin)
Russell es un pueblo ubicado en el condado de Sheboygan en el estado estadounidense de Wisconsin. En el Censo de 2010 tenía una población de 377 habitantes y una densidad poblacional de 6,03 personas por km².

## Geografía
Russell se encuentra ubicado en las coordenadas 43°51′31″N 88°5′2″O / 43.85861, -88.08389. Según la Oficina del Censo de los Estados Unidos, Russell tiene una superficie total de 62.48 km², de la cual 60.26 km² corresponden a tierra firme y (3.54%) 2.21 km² es agua.

## Demografía
Según el censo de 2010, había 377 personas residiendo en Russell. La densidad de población era de 6,03 hab./km². De los 377 habitantes, Russell estaba compuesto por el 98.94% blancos, el 0% eran afroamericanos, el 0.53% eran amerindios, el 0% eran asiáticos, el 0% eran isleños del Pacífico, el 0% eran de otras razas y el 0.53% pertenecían a dos o más razas. Del total de la población el 1.86% eran hispanos o latinos de cualquier raza.